# Worked All Continents

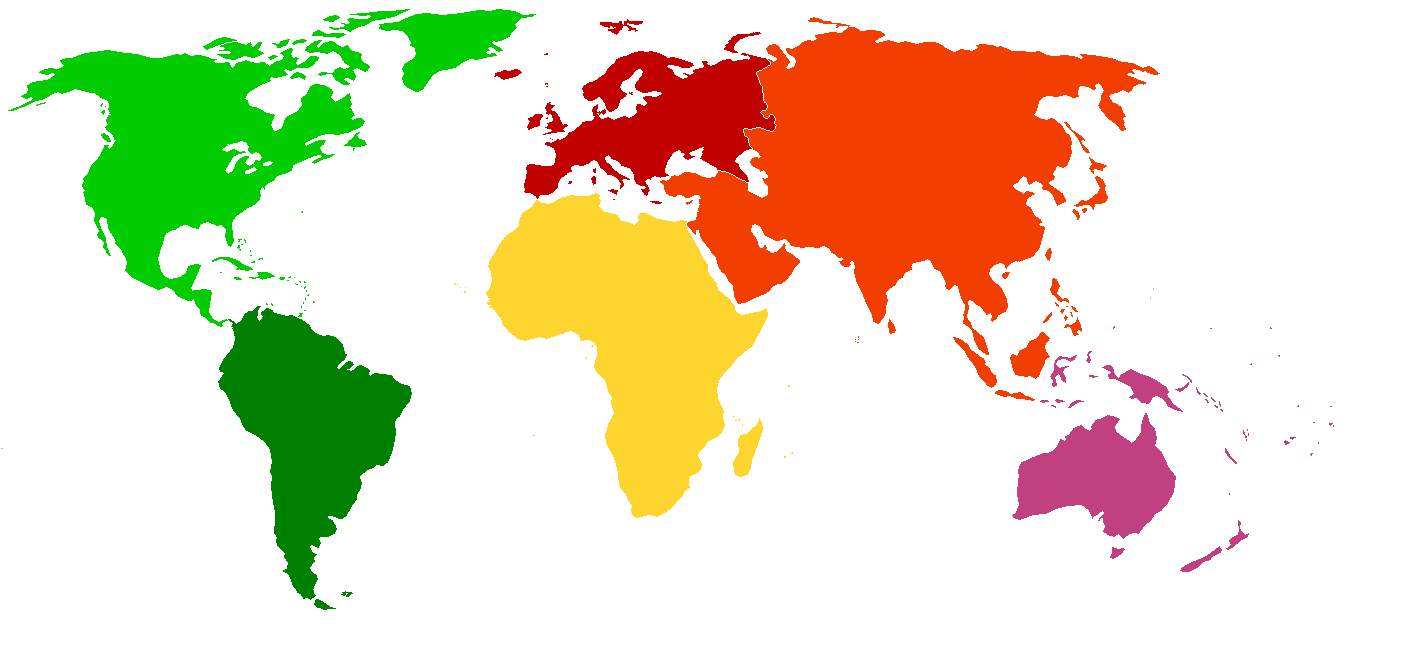
Diese Karte zeigt in etwa die von der IARU für das WAC-Diplom genutzte Aufteilung der Welt in sechs Kontinente.

Worked All Continents (deutsch „arbeitete alle Kontinente“), kurz WAC, ist ein Amateurfunkdiplom, das von jedem lizenzierten Funkamateur erworben werden kann. Es wird von der International Amateur Radio Union (IARU) herausgegeben, der internationalen Vereinigung von Amateurfunkverbänden.

## Regeln
Voraussetzung zum Erwerb des WAC-Diploms ist der hier der in der Regel durch QSL-Karten zu erbringende Nachweis von bestätigten zweiseitigen Funkverbindungen (QSOs) mit Amateurfunkstationen auf allen sechs Kontinenten der Welt. Im Amateurfunk ist es üblich, die folgenden Kontinente zu zählen:
- Afrika (AF)
- Asien (AS)
- Europa (EU)
- Nordamerika (NA)
- Ozeanien (OC)
- Südamerika (SA)

Die Antarktis (AN) zählt nicht dazu, obwohl es auch dort durchaus Amateurfunkstationen gibt.
Eine besondere Herausforderung ist die Erlangung der „Fünf-Band-Ausführung“, dem 5-Band-WAC. Hierzu müssen alle sechs Kontinente auf jedem der fünf „klassischen“ Amateurfunkbänder „gearbeitet“ worden sein, also 80 m, 40 m, 20 m, 15 m und 10 m.